# ریشه‌شناسی عامیانه
ریشه‌شناسیِ عامیانه (به آلمانی: Volksetymologie) (به انگلیسی: Pseudo-etymology, Folk etymology) زیرمجموعه‌ای از دانش ریشه‌شناسی است. دانش ریشه‌شناسی نیز، به نوبهٔ خود، شاخه‌ای از زبان‌شناسی است که در آن، شکلِ اولیهٔ واژه‌ها و تغییر و تحولِ تاریخیِ آن‌ها موردِ بررسی قرار می‌گیرد.
در ریشه‌شناسیِ عامیانه، بر پایهٔ شباهتِ آوایی و نوشتاریِ واژه‌ها، به بررسی و واکاویِ آن‌ها پرداخته و برای‌شان تاریخ ساخته می‌شود.
اصطلاحِ «ریشه‌شناسیِ عامیانه» را نخستین بار ارنست ویلهلم فورسته‌مان، تاریخ‌نگار و کتابدارِ آلمانی، در مقاله‌ای به نامِ «اندر ریشه‌شناسیِ عامیانهٔ آلمانی» به کار برد، که در مجلهٔ پژوهش‌های زبان‌شناسیکِ هم‌سنجشی در زبان‌های آلمانی و یونانی و لاتین به سال ۱۸۵۲ م (۱۲۳۱ ه‍.خ) منتشر شد. او در آن مقاله به بحث دربارهٔ این اصطلاح پرداخت. اصطلاحِ «ریشه‌شناسیِ عامیانه» پس از آن در زبان‌های دیگرِ دنیا نیز جا افتاد.
فردینان دو سوسور، زبان‌شناسِ سوئیسی، ریشه‌شناسیِ عامیانه را چنین تعریف می‌کند: «تلاش برای توضیحِ تقریبیِ واژه‌ای ناآشنا از راهِ پیوندزدنِ آن به چیزی که شناخته شده است و یافتنِ تفسیری ساده برای آن واژهٔ ناآشنا».

## زمینه‌هایِ زبانی
دلایلِ پدیدآمدنِ ریشه‌شناسیِ عامیانه را به چند دسته می‌توان تقسیم کرد:
1. تغییرِ آواها یا هجاها که در درازای زمان در واژه‌ای دستخوش دگرگونی می‌شود و برای نمونه، آوایی به‌خاطر فرسایش‌های زبانی از واژه حذف می‌شود، یا برای آسانیِ گفتار، آوایی به واژه افزوده می‌گردد.
2. فراموش‌شدن واژه یا بخش‌هایی از واژهٔ مرکب و ناآشناشدنِ آن برای سخنگویانِ نسل‌های بعدی، به گونه‌ای که آن واژه یا بخشی از آن را به شکلی درمی‌آورند که برایشان شناخته‌شده‌تر است.
3. نام‌آواها: درست است که برخی نامگذاری‌ها بر پایهٔ آوایِ جانوران یا صدایِ چیزهاست، اما گاهی همانندیِ برخی نام‌ها با آواها سببِ پدیدآمدنِ ریشه‌شناسیِ عامیانه شده‌است.
4. وام‌واژهها نیز زمینه‌سازِ بروزِ این پدیده‌اند. زبانی واژه‌ای را در برهه‌ای، از زبانِ دیگری وام می‌گیرد، اما سخنگویانِ زبانِ وام‌گیرنده، در نسل‌های آتی، معنایِ واژهٔ اصلی را نمی‌دانند و برای آن در زبان خودشان دنبالِ معنا و ریشه می‌گردند.[۵]

## نمونه
ریشه‌شناسیِ عامیانه در همهٔ زبان‌های دنیا وجود دارد و تنها ویژهٔ زبان خاصی نیست و در هر زمینهٔ فرهنگی و اجتماعی خود را نشان می‌دهد، که نمونه‌های آن را می‌توان در نام مردمان (مانند اردشیر) یا نام قوم‌ها (مانند سَکاها) یا نامِ شهرها (همچون تبریز) یا اصطلاحات (به ریشِ کسی خندیدن) و نیز در کاربردهای هدفدارِ پذیرفتنی یا بی‌زیان، مانند صنایع ادبی (در صنعتِ جناس یا شوخی و طنز) و در کاربردهای زیان‌بار و دارایِ پیامدهای منفی (هرزنگاری یا سوءاستفاده‌های سیاسی) مشاهده کرد.
در زیر، نمونه‌هایی از ریشه‌شناسیِ عامیانه در زبان‌های فارسی و انگلیسی و فرانسه و آلمانی آورده شده:

### فارسی
- تبریز

بنای تبریز از زبیده، زنِ هارون الرشید است. وی به بیماریِ تب نوبه مبتلا بود. روزی چند در آن حوالی اقامت کرد. بر اثرِ هوای لطیف و دل‌انگیزِ آنجا بیماری‌اش زایل شد. فرمود شهری در آن محل بنا کنند و نامِ آن را «تب‌ریز» بگذارند.
- اردشیر

مرکب است از لفظِ "ارد" که به‌معنیِ خشم و قهر است، و معنی ترکیبیِ آن «شیرِ خشمناک» است. اما ازنظر ریشه‌شناسیِ علمی، اردشیر در پارسی باستان «ارته‌خشسره» به‌معنایِ پادشاه راستی بوده که در پارسی میانه به‌صورت «ارتخشیر» درآمده و در فارسی نو به شکلِ «اردشیر» کوتاه شده‌است. اینجا با پدیدهٔ فرسایش روبه‌رو هستیم. (نک. زمینه‌های زبانی، شمارهٔ ۱)
- قوم سَکا

دربارهٔ نام قوم ایرانیِ سَکا آن را به واژهٔ «شکا/ سکا» در هندی به‌معنایِ سبزیجات پیوند داده‌اند و دلیل آن را چنین می‌نویسند که سَکاها به خوردنِ سبزی علاقهٔ فراوانی دارند! به‌نظرِ اسوالد سمرنیی، زبان‌شناسِ مجاری، سَکا به‌معنایِ تندرو و تیز است و با واژهٔ shoot (شلیک) در انگلیسی همریشه است.
- به ریشِ کسی خندیدن

گویا این ترکیب از فعلِ ریشخندکردن گرفته شده. اما خودِ ریشخند ربطی به «ریش» و «خنده» ندارد، بلکه به گمان یوسف امیری، شکلِ فارسیِ واژهٔ «ایسخند» در زبانِ ایرانیِ سُغدی است.
- سماور (نمونهٔ طنز)

صادق هدایت در داستانی، سماور را مرکب از سه بخش می‌داند: سه (عددِ فارسی) + ماء (به‌معنیِ آب در زبان عربی) + وِر (بده در ترکی) = سه تا آب بیاور! واژهٔ سماور از زبان روسی وارد فارسی شده‌است.

### انگلیسی
- bridegroom (داماد)

این واژه در انگلیسی کهن به‌صورت bryd-guma بوده‌است (bride-man)، که بخش دوم به‌معنیِ مرد است (مانند homo در لاتین)، و منظور «مرد یا شوهر عروس» می‌باشد. اما چون بخشِ دوم این واژه فراموش شده‌است، شکل groom (اسب‌دار، ستوربان) که آشناتر بوده، جایِ آن را گرفته‌است. (نک. زمینه‌های زبانی، شمارهٔ ۲)
- marmalade (مربا)

برای این واژه هم این داستان را ساخته‌اند که مری، ملکهٔ انگلستان، وقتی که دریازَده می‌شد، با خوردن مربا حالش بهبود می‌یافت. ازاین‌رو نام این خوراکی را marie-malade (بیماریِ مری) گذاشته‌اند. درحالی‌که این واژه از marmelo پرتغالی [که خودِ آن نیز از واژهٔ μήλον(mēlon), apple یونان باستان به عاریت گرفته شده] به‌معنایِ «میوهٔ به یا بهی» آمده‌است (مانند لیموناد = آنچه از لیمو ساخته شود، یا پُماد (Pomade) = آنچه از سیب ساخته شود).
- cockroach (سوسک)

وام‌واژهٔ cucaracha است که از زبانِ اسپانیایی به انگلیسی وارد شده و در آنجا احتمالاً برای آن در زبانِ خودشان cock (خروس) و roach (ماهیِ کلمه) را به‌عنوانِ ریشه انتخاب کرده‌اند.

### فرانسه
- fainéant (تنبل)

در ریشه‌شناسیِ عامیانه آن را از دو بخش دانسته‌اند: fait (کار) + néant (هیچ) یعنی «کسی که هیچ کاری نمی‌کند». اما این واژه هم در اصل faignant یا feignant به‌معنی «وانمودکننده» یا «تنبل» بوده‌است.
- choucroute (نوعی خوراکِ آلمانی)

این واژه نیز از Sauerkraut آلمانی آمده‌است. در اصل به‌معنی «گیاهِ تلخ» و در اصطلاح نام خوراکی از کلم و فلفل است، اما در ریشه‌شناسیِ عامیانهٔ فرانسه آن را از دو بخش chou (کلم) و croûte (پوسته) دانسته‌اند.

### آلمانی
- Kaffeebohne (قهوه)

در ریشه‌شناسیِ عامیانه آن را از دو بخش دانسته‌اند: Kaffee (قهوه) و Bohne (لوبیا) یعنی «لوبیایِ قهوه» که آن نیز استعارهای است برای گِرد و ریز بودن دانهٔ قهوه. اما این واژه در اصل از «البُنّ» عربی گرفته شده که معنی «میوهٔ قهوه» را می‌دهد.
- guten Rutsch (آرزوی خوبی و میمنت برای کسی کردن، پیش از تحویل سال در آلمان)

این اصطلاح را در ریشه‌شناسیِ عامیانهٔ آلمان به‌معنی «با سُر خوردنی خوب واردِ سالِ نو شوید!» دانسته‌اند، اما این اصطلاح ازنظر زبان‌شناسیِ تاریخی به اصطلاحِ روش هشانایِ عبری یا ییدیِ آن برمی‌گردد(Rosch ha-Schana، به عبری: ראש השנה). در زبان عبری «روش» به‌معنیِ «سَر» یا «آغاز» است. یهودیانِ آلمانی با اصطلاحِ «guten Rosch» به پیشوازِ سالِ نو می‌رفتند. سخنگویانِ آلمانی از آن واژه، واژهٔ آلمانی و آشنایِ «Rutsch» (سُرخوردن) را ساختند.
- Hals und Beinbruch (آرزویِ پیروزی و موفقیت کردن برای کسی)

در اصل معنیِ این اصطلاح «موفق و پیروز باشید» است که در تئاتر از آن استفاده می‌شده و از آنجا به زبان کوچه و بازار راه یافته‌است. سرچشمهٔ آن از دیدگاهِ زبان‌شناسیِ تاریخی از زبان ییدی و عبری است. اصلِ آن hazlóche un bróche است. haṣlaḥā یعنی «خوشبختی» و beracha یعنی «دعایِ خیر و رضایت». این بار نیز سخنگویانِ آلمانی اصطلاحِ آشنایِ «Hals und Beinbruch» را به‌معنیِ «گردن و پایت بشکند!» برایِ آن ساخته‌اند. ازنظرِ باورهای عامیِ آلمان، اگر این جمله را برای کسی آرزو کنیم (یعنی آرزویِ بد برای کسی کنیم)، دقیقاً برعکسِ آن پیشامد (یعنی اتفاقِ خوب) حاصل می‌شود. گفتنی است که اصطلاحِ عبریِ آن تا امروز نیز میان یهودیان رایج است.
- Vielfraß (وُلوِرین، از تیرهٔ راسویان)

این اسم در آلمانی واژه‌ای است مرکب، تشکیل‌شده از viel (زیاد) و Fraß (غذایِ حیوانات)، و در اصل به‌معنیِ «گامبو» یا «پرخور» یا «دَله» است. اما نام این جانور هیچ ربطی به نوع و مقدارِ غذا خوردنش ندارد، بلکه وام‌واژه‌ای نروژی بوده به نامِ fjeldfross که برابرنهادِ آن به آلمانی «گربهٔ کوهی» (Gebirgskater) است. جالبِ توجه اینجاست که نامِ این جانور در بسیاری زبان‌های دیگر نیز همین‌گونه است (ازجمله در ایران که به خویشاوندان او، مانند قاقُم و سمور نیز دَله گفته می‌شود). حتی ریشه‌شناسیِ نامِ علمی آن Gulo gulo نیز عامیانه و برگرفته از موجودِ افسانه‌ایِ شکمویی در اسکاندیناوی به نام Gulon است.

## کتاب‌نامه وفرهنگ‌هایِریشه‌شناسیِ زبانِ فارسی
ریشه‌شناسی یکی از زمینه‌هایی در زبان‌شناسیِ زبانِ فارسی است که کمتر رویِ آن کار شده‌است. شاید جسته‌وگریخته تلاشی شده‌باشد، اما هنوز «فرهنگِ جامعِ ریشه‌شناسی» نداریم. شاید در ایرانِ معاصر، نخستین بار شادروان دکتر محمد معین بود که در فرهنگِ فارسیِ معین به‌طورِ علمی به ریشه‌شناسیِ واژه‌ها پرداخت و حتی در ویرایشِ فرهنگِ برهانِ قاطع، اشتباه‌بودنِ برخی ریشه‌شناسی‌هایِ عامیانه را گوشزد کرد.
ریشه‌شناسیِ علمی بر پایهٔ دانشِ زبان‌شناسیِ تاریخی و قانون و قاعده‌های تبدیلِ آوایی و نیز متن‌های موجود و بازسازیِ واژگان در خانواده‌های زبانی است. با بررسی متن‌های بازمانده از دوران‌های گوناگونِ زبانی و ضبط‌های مختلفِ واژگان در دوره‌های مختلف و نیز شکلِ واژگان در گویش‌های مختلفِ همان زبان، ریشه‌شناسیِ علمی توانست برای هر واژه تاریخچه و زندگی‌نامه‌ای مستند و علمی بنویسد.
در اینجا فهرستِ چند کتاب (ازجمله چند فرهنگ) در زمینهٔ ریشه‌شناسیِ علمیِ واژگانِ فارسی آورده می‌شود:
1. نقشهٔ زیربناییِ ریشه‌شناسی در فارسیِ نو[۲۱] اثرِ پاول هرن (Paul Horn)، چاپِ ۱۸۹۳ م. / ۱۲۷۲ خ؛ که در سالِ ۱۳۵۶ خ. توسطِ دکتر جلال خالقی مطلق با نام اساس اشتقاق فارسی در تهران، بنیاد فرهنگ ایران ترجمه و چاپ شده‌است[۲۲] و در سال ۱۳۹۳ به صورتی کامل‌تر با نام فرهنگ ریشه‌شناسی فارسی به چاپ رسیده‌است.[۲۳]
2. پژوهش‌هایی در زمینهٔ زبان فارسی (Persische Studien) اثرِ خاورشناسِ آلمانی، یوهان هاینریش هوبشمان (Johann Heinrich Hübschmann)، که در سالِ ۱۸۹۵ م. / ۱۲۷۴ خ. به چاپ رسید[۲۴] و بخش مربوط به ریشه‌شناسی‌اش در فرهنگ ریشه‌شناسی فارسی آمده‌است.[۲۳]
3. فرهنگ ریشه‌شناختی زبان فارسی (جلدِ نخست: از الف تا ت)، گردآوردهٔ دکتر محمد حسن‌دوست و به سرپرستی و با مقدمهٔ دکتر بهمن سرکاراتی که توسطِ فرهنگستانِ زبان و ادبِ فارسی در سالِ ۱۳۸۴ به چاپ رسید.[۲۵]
4. فرهنگ بزرگ ریشه‌شناسیِ فارسی، نوشتهٔ دکتر گارنیک آساتریان (Garnik Asatrian)، استاد دانشگاه ایروانِ ارمنستان، منتشرشده در پاییزِ ۲۰۱۸ م. / ۱۳۹۷ خ. توسطِ انتشاراتِ بریلِ دانشگاهِ لَیدِنِ هلند.[۲۶]
5. فرهنگ ریشه‌شناختیِ فعل‌های ایرانی،[۲۷] نوشتهٔ دکتر جانی چِئونگ (چه‌اونگ) (Johnny Cheung)، منتشرشده در سال ۲۰۰۶ م. / ۱۳۸۵ خ. توسطِ انتشاراتِ بریلِ دانشگاهِ لَیدِنِ هلند.

### کتاب‌های برجسته
1. اژدهاکشی: وجوهی از سخن‌شناسی هندواروپایی، اثرِ کالورت واتکینز
2. هزارافسان کجاست؟، کارِ بهرام بیضایی

## یادداشت
1. ↑  Ernst Wilhelm Förstemann